# 이기동 (1885년)
이기동(李起東, 일본식 이름: 中村起東나카무라 기토, 1885년 ~ 1952년)은 일제강점기에 유흥업소를 경영한 직업적 친일파이자 정치가이다.

## 생애
1920년 일본에서 조선고학생동우회라는 단체의 발기인 및 회장을 맡을 때까지의 이력에 대해서는 잘 알려져 있지 않다.
같은 해 박춘금과 함께 도쿄에서 상구회를 조직하여 이듬해 상애회로 발전시켰다. 상애회 회장은 이기동이, 부회장은 박춘금이 맡았다. 1924년에는 이 상애회 조직을 경성부에까지 확대하여 상애회 경성본부를 조직하고 발회식에도 참가했다.
상구회와 상애회는 일선융화와 황민화를 기본 정신으로 내세우며 노동단체, 사회사업단체를 표방했으나, 실제로는 일본에 대거 건너와 있던 조선인 노무자들의 사상 통제와 감시가 주목적이었다. 노동쟁의나 소작쟁의가 있을 때 일본인 기업주 편에서 노무자에 대한 폭력 행사도 서슴지 않았으며, 심지어 부녀자를 납치해 매매하기까지 한 것으로 알려졌다.
1926년 조선총독 사이토 마코토와 일선구락부라는 조직 결성 문제에 대해 논의하는 등 자주 면담하면서 직업적 친일 인물로 활동했다. 그해 일본의 나가사키시에서 열린 아세아민족대회에 조선 대표로 참가한 일도 있다. 아세아민족대회는 일본 제국의 팽창주의를 정당화하려는 목적으로 개최되었기 때문에, 국제적인 반대 여론이 일어났고 조선 대표로 뽑힌 사람이 참가를 거부한 일이 《시대일보》에 "조선인으로 태도를 표방한" 것으로 보도되기도 한 어용 행사였다.
1933년 도쿄의 긴자에서 댄스홀을 경영하였고, 이때 일본 정부에 수차례에 걸쳐 병기를 헌납한 기록이 남아 있다. 중일 전쟁 발발 전이라 조선인의 병기 헌납은 흔치 않은 일이었다. 1935년 도쿄 폭력단 소탕으로 검거된 적도 있었으나, 1938년 중일 전쟁에 따른 지원병 제도 실시를 축하한다는 명목으로 축하 헌금을 납부하며 재기했음을 알렸다. 당시 언론에 이기동은 "재경조선인 유력자"인 것으로 보도되었다.
광복 후에 반민족행위특별조사위원회가 반민피의자로 지목하였으나 일본으로 도피하여 검거를 피했고, 이후 반민특위가 해체되면서 아무런 처벌을 받지 않았다.

## 사후
2007년 대한민국 친일반민족행위진상규명위원회가 발표한 친일반민족행위 195인 명단에 포함되었다. 2008년 발표된 민족문제연구소의 친일인명사전 수록예정자 명단 해외 부문에도 들어 있다.

## 같이 보기
- 상애회
- 박춘금
- 임화수

## 참고 문헌
- 친일반민족행위진상규명위원회 (2007년 12월). 〈이기동〉 (PDF). 《2007년도 조사보고서 II - 친일반민족행위결정이유서》. 서울. 2377~2388쪽쪽. 발간등록번호 11-1560010-0000002-10. [깨진 링크(과거 내용 찾기)]
- 반민족문제연구소 (1993년 3월 1일). 〈박춘금 : 깡패에서 일본 국회의원까지 된 극렬 친일파 (김대상)〉. 《친일파 99인 2》. 서울: 돌베개. ISBN 9788971990124.